# DJI Matrice 30
Die DJI Matrice 30 ist eine ferngesteuerte Quadcopter-Drohne für kommerzielle Luftbildfotografie, Inspektion in Bau und Industrie, Behörden und Organisationen mit Sicherheitsaufgaben sowie Jagd, hergestellt vom chinesischen Technologieunternehmen DJI.

## Varianten

### Matrice 30
Modellnummer M30 RTK
Im März 2022 stellte DJI die Matrice 30 und Matrice 30T zusammen mit der Bodenstation Dock vor.  Im Gegensatz zu früheren Matrice-Modellen verfügt die Matrice-30-Serie über klappbare Arme, ähnlich wie die kleinere DJI Mavic, sodass sie in einem Rucksack transportiert werden kann. Die Drohne verfügt außerdem über die Schutzart IP55 und einen integrierten Zenmuse H20N-Kameragimbal. Die Drohne ist sowohl mit den Standardpropellern des Modells 1671 als auch mit den Höhenpropellern des Modells 1676 kompatibel, wobei letztere in einigen Ländern und Regionen zur Standardausstattung gehören. Die Stromversorgung erfolgt über zwei 5880-mAh-TB30-Akkus, die der Drohne mit den Propellern des Modells 1671 eine maximale Flugzeit von 41 Minuten ermöglichen. In Verbindung mit dem DJI Dock kann eine Drohne der Matrice-30-Serie vollständig autonom betrieben werden und ihren Akku an der Bodenstation aufladen.
Im September 2023 wurde die Matrice-30-Serie in Verbindung mit dem Höhenpropeller für die UAS-Klasse C2 zertifiziert, Bestandsdrohnen können nachzertifiziert werden.

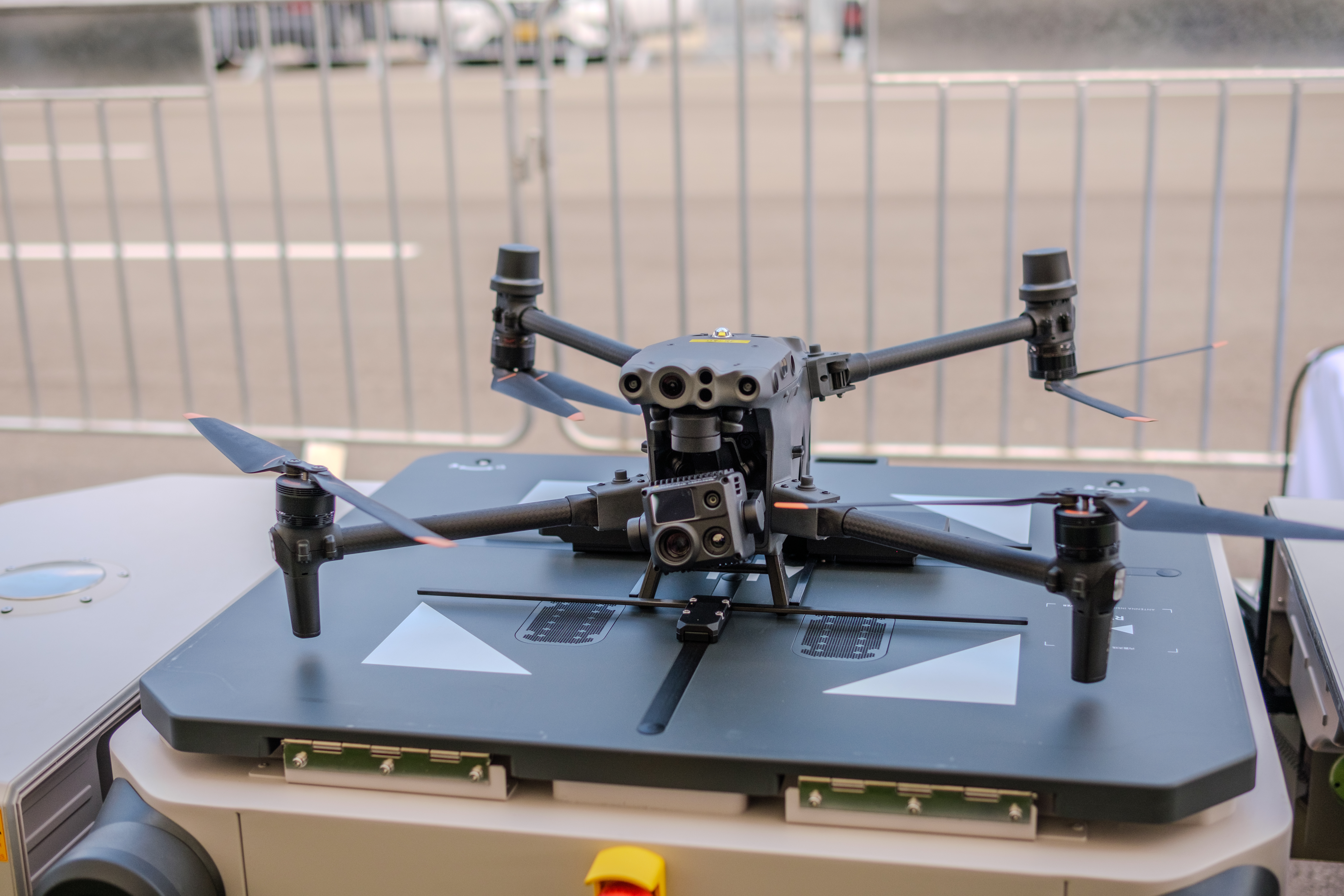
Matrice 30T auf DJI Dock

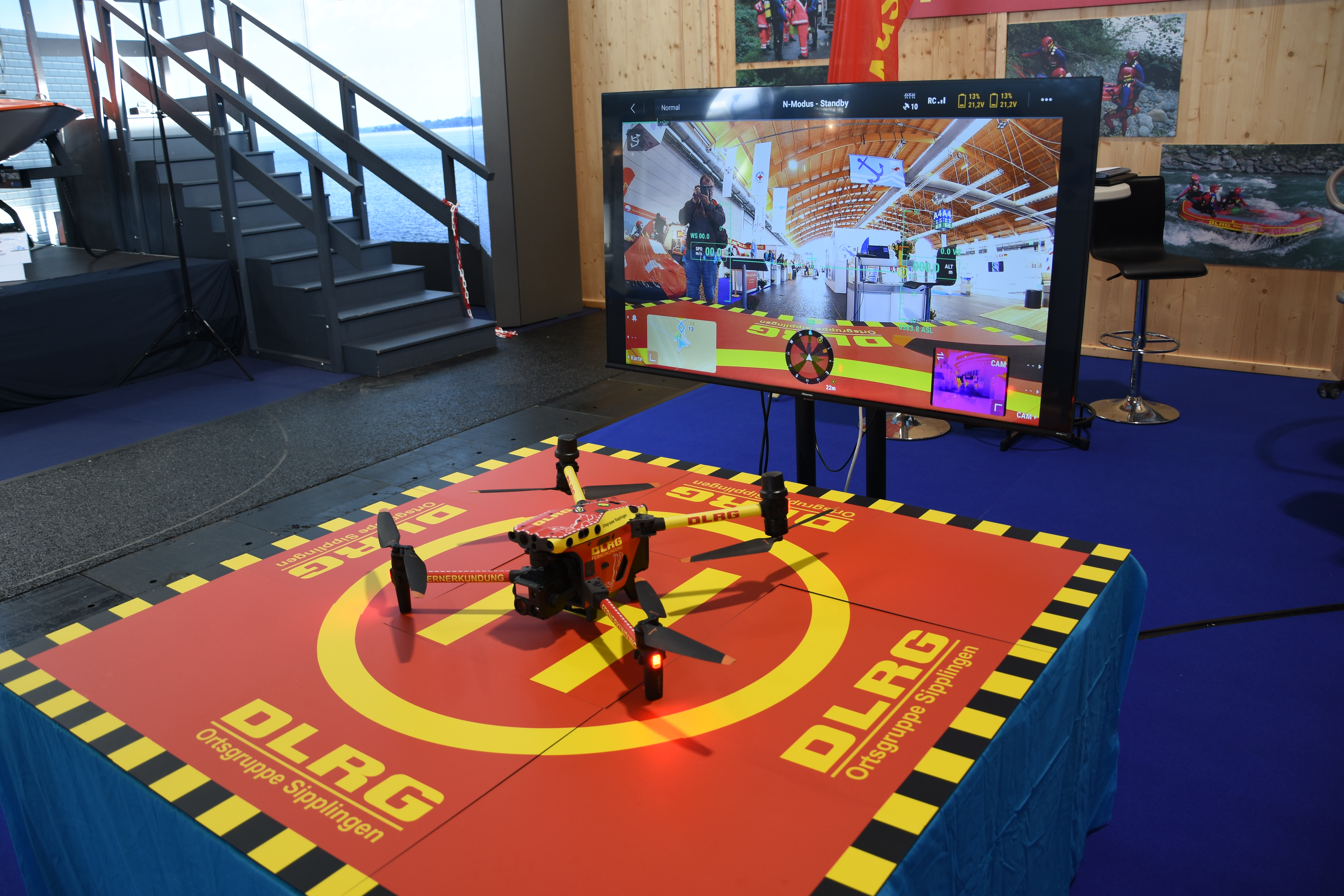
Matrice 30T der DLRG-Ortsgruppe Sipplingen auf der Interboot 2024

### Matrice 30T
Modellnummer M30T RTK
Die Matrice M30T ist zusätzlich mit einer Wärmebildkamera mit 640 × 512 Pixeln ausgestattet. Die Messgenauigkeit liegt bei ±2 °C oder ±2 %. Auch sie ist seit 2023 als EU-Version erhältlich.

## Technische Daten
Quelle: Website des Herstellers
|                           | M30 RTK                                                                  | M30 RTK EU                                                               | M30T RTK                                                                                                | M30T RTK EU                                                                                             |
| UAS-Klasse                | ohne Klassifizierung                                                     |                                                                          | ohne Klassifizierung                                                                                    | |
| Einführungsjahr           | 2022                                                                     | 2023                                                                     | 2022 | 2023 |
| Startmasse                | 4069 g                                                                   | 3998 g                                                                   | 4069 g                                                                                                  | 3998 g                                                                                                  |
| Maße (ohne Propeller)     | 470 × 585 × 215 mm                                                       | 470 × 585 × 215 mm                                                       | 470 × 585 × 215 mm                                                                                      | 470 × 585 × 215 mm                                                                                      |
| max. Flugzeit             | 41 min (mit Standardpropellern) 38 min (mit Höhenpropellern)             | 38 min                                                                   | 41 min (mit Standardpropellern) 38 min (mit Höhenpropellern)                                            | 38 min                                                                                                  |
| Hindernisvermeidung       | omnidirektional                                                          | omnidirektional                                                          | omnidirektional                                                                                         | omnidirektional                                                                                         |
| max. Flughöhe (N.N)       | 5000 m (mit Standardpropellern) 7000 m (mit Höhenpropellern)             | 7000 m                                                                   | 5000 m (mit Standardpropellern) 7000 m (mit Höhenpropellern)                                            | 7000 m                                                                                                  |
| max. Reichweite           | 15 km (FCC) 8 km (CE)                                                    | 8 km                                                                     | 15 km (FCC) 8 km (CE)                                                                                   | 8 km |
| max. Steiggeschwindigkeit | 6 m/s                                                                    | 6 m/s                                                                    | 6 m/s                                                                                                   | 6 m/s                                                                                                   |
| max. Sinkgeschwindigkeit  | 5 m/s                                                                    | 5 m/s                                                                    | 5 m/s                                                                                                   | 5 m/s                                                                                                   |
| Windwiderstand            | 12 m/s                                                                   | 12 m/s                                                                   | 12 m/s                                                                                                  | 12 m/s                                                                                                  |
| max. Geschwindigkeit      | 23 m/s                                                                   | 23 m/s                                                                   | 23 m/s                                                                                                  | 23 m/s                                                                                                  |
| max. Fotoauflösung        | Weitwinkelkamera: 12 MP Telekamera: 48 MP FPV-Kamera: 3 MP               | Weitwinkelkamera: 12 MP Telekamera: 48 MP FPV-Kamera: 3 MP               | Weitwinkelkamera: 12 MP Telekamera: 48 MP FPV-Kamera: 3 MP Wärmebildkamera: 0,3 MP                      | Weitwinkelkamera: 12 MP Telekamera: 48 MP FPV-Kamera: 3 MP Wärmebildkamera: 0,3 MP                      |
| max. Videoauflösung       | Weitwinkelkamera: 4K/30 fps Telekamera: 4K/30 fps FPV-Kamera: FHD/30 fps | Weitwinkelkamera: 4K/30 fps Telekamera: 4K/30 fps FPV-Kamera: FHD/30 fps | Weitwinkelkamera: 4K/30 fps Telekamera: 4K/30 fps FPV-Kamera: FHD/30 fps Wärmebildkamera: 0,3 MP/30 fps | Weitwinkelkamera: 4K/30 fps Telekamera: 4K/30 fps FPV-Kamera: FHD/30 fps Wärmebildkamera: 0,3 MP/30 fps |
| Bildsensor                | Weitwinkelkamera: 1/2" CMOS Telekamera: 1/2" CMOS                        | Weitwinkelkamera: 1/2" CMOS Telekamera: 1/2" CMOS                        | Weitwinkelkamera: 1/2" CMOS Telekamera: 1/2" CMOS Wärmebildkamera: VOx Mikrobolometer                   | Weitwinkelkamera: 1/2" CMOS Telekamera: 1/2" CMOS Wärmebildkamera: VOx Mikrobolometer                   |
| Objektiv                  | Weitwinkelkamera: 24 mm Telekamera: 113–405 mm                           | Weitwinkelkamera: 24 mm Telekamera: 113–405 mm                           | Weitwinkelkamera: 24 mm Telekamera: 113–405 mm Wärmebildkamera: 40 mm                                   | Weitwinkelkamera: 24 mm Telekamera: 113–405 mm Wärmebildkamera: 40 mm                                   |
| Sichtfeld                 | Weitwinkelkamera: 84° FPV-Kamera: 161°                                   | Weitwinkelkamera: 84° FPV-Kamera: 161°                                   | Weitwinkelkamera: 84° FPV-Kamera: 161° Wärmebildkamera: 61°                                             | Weitwinkelkamera: 84° FPV-Kamera: 161° Wärmebildkamera: 61°                                             |
| Blende                    | Weitwinkelkamera: f/2.8 Telekamera: f/2.8 – f/4.2                        | Weitwinkelkamera: f/2.8 Telekamera: f/2.8 – f/4.2                        | Weitwinkelkamera: f/2.8 Telekamera: f/2.8 – f/4.2 Wärmebildkamera: f/1.0                                | Weitwinkelkamera: f/2.8 Telekamera: f/2.8 – f/4.2 Wärmebildkamera: f/1.0                                |
| Zoom                      |                                                                          |                                                                          | | |
| Gimbal                    | 3-Achsen                                                                 | 3-Achsen                                                                 | 3-Achsen                                                                                                | 3-Achsen                                                                                                |
| ISO Foto                  | Weitwinkelkamera: 100 – 25600 Telekamera: 100 – 25600                    | Weitwinkelkamera: 100 – 25600 Telekamera: 100 – 25600                    | Weitwinkelkamera: 100 – 25600 Telekamera: 100 – 25600                                                   | Weitwinkelkamera: 100 – 25600 Telekamera: 100 – 25600                                                   |
| ISO Video                 | Weitwinkelkamera: 100 – 25600 Telekamera: 100 – 25600                    | Weitwinkelkamera: 100 – 25600 Telekamera: 100 – 25600                    | Weitwinkelkamera: 100 – 25600 Telekamera: 100 – 25600                                                   | Weitwinkelkamera: 100 – 25600 Telekamera: 100 – 25600                                                   |
| Verschlusszeit            | Weitwinkelkamera: 8 – 1/8000 s Telekamera: 8 – 1/8000 s                  | Weitwinkelkamera: 8 – 1/8000 s Telekamera: 8 – 1/8000 s                  | Weitwinkelkamera: 8 – 1/8000 s Telekamera: 8 – 1/8000 s                                                 | Weitwinkelkamera: 8 – 1/8000 s Telekamera: 8 – 1/8000 s                                                 |
| Max. Video Bitrate        |                                                                          |                                                                          | | |
| Fotoformat                |                                                                          |                                                                          | | |
| Videoformat               |                                                                          |                                                                          | | |
| Akku-Art                  | 2× je 6S LiPo                                                            | 2× je 6S LiPo                                                            | 2× je 6S LiPo                                                                                           | 2× je 6S LiPo                                                                                           |
| Akku                      | 5880 mAh                                                                 | 5880 mAh                                                                 | 5880 mAh                                                                                                | 5880 mAh                                                                                                |
| Positionsbestimmung       | GPS + Galileo + BeiDou + GLONASS (mit aktivem RTK-Modul)                 | GPS + Galileo + BeiDou + GLONASS (mit aktivem RTK-Modul)                 | GPS + Galileo + BeiDou + GLONASS (mit aktivem RTK-Modul)                                                | GPS + Galileo + BeiDou + GLONASS (mit aktivem RTK-Modul)                                                |
| Übertragungssystem        | OcuSync 3 Enterprise                                                     | OcuSync 3 Enterprise                                                     | OcuSync 3 Enterprise                                                                                    | OcuSync 3 Enterprise                                                                                    |
| Interner Speicher         |                                                                          |                                                                          | | |
| Betriebstemperatur        | −20 bis 50 °C                                                            | −20 bis 50 °C                                                            | −20 bis 50 °C                                                                                           | −20 bis 50 °C                                                                                           |